# Geraldine Chaplin
Geraldine Leigh Chaplin (født 31. juli 1944 i Santa Monica, Californien, USA) er en amerikansk skuespiller, datter af Charles Chaplin og datterdatter af Eugene O'Neill.
Chaplin medvirkede som barn i Limelight (Rampelys, 1952) i instruktion af sin far, og hun har siden haft en varieret international filmkarriere. Blandt mange film kan nævnes Dr. Zhivago (Doktor Zhivago, 1965), hvor hun spillede Zhivagos hustru, The Three Musketeers (De tre musketerer, 1973; med opfølgere), Agatha Christie-filmatiseringen The Mirror Crack'd (Mord i spejlet, 1980) og White Mischief (1987). Hun har haft biroller i Richard Attenboroughs Chaplin (1992), hvor hun spillede sin egen farmor, og i Pedro Almodóvars Hable con ella (Tal til hende, 2002).